# Carmen Saquilá
Carmen Saquilá es una localidad del estado mexicano de Chiapas. Es parte del municipio de Chilón.

## Demografía
| Censo | Población |
| ----- | --------- |
| 2010  | 66        |
| 2020  | 1 091     |